# 12503 Danielpeterson
12503 Danielpeterson eller 1998 FC75 är en asteroid i huvudbältet som upptäcktes den 24 mars 1998 av LINEAR i Socorro County, New Mexico. Den är uppkallad efter Daniel Peterson.
Asteroiden har en diameter på ungefär 4 kilometer och den tillhör asteroidgruppen Gefion.